# Gustav Willscher
Gustav Willscher (* 2. Juli 1882 in Meltsch, Bezirk Troppau, Österreichisch-Schlesien; † 14. Dezember 1937 in Wien) war ein österreichischer Heimatdichter und Komponist.

## Leben
Willscher war das älteste von elf Kindern und kam mit seinen Eltern 1884 in das benachbarte Dorf Ratkau. Nach dem Besuch der dortigen Volksschule absolvierte er die Unterrealschule und die Lehrerbildungsanstalt in der Landeshauptstadt Troppau. Willscher war dann Lehrer in Ostrau und in seinem Heimatort Ratkau, wurde Bezirksaushilfslehrer der Bezirkshauptmannschaft in Mürzzuschlag (Steiermark), lehrte in Langenwang, Veith, Rad, Mürzsteg und Allerheiligen im Mürztal, lernte den österreichischen Schriftsteller Peter Rosegger (1843–1918) kennen und wurde schließlich 1906 an die deutsche Schule in Philippopel in Bulgarien berufen, an der er bis Ende 1908 blieb. Studienreisen führten ihn nach Kleinasien, Palästina und Nordafrika.
In allen Dienstorten förderte Willscher das örtliche Musikleben durch Gründung und Leitung von Gesangvereinen. Durch Vermittlung Roseggers trat Willscher dann in die Dienste des Deutschen Schulvereins, war Lehrer in Sitten bei Mies (Slowakei), dann in Wien und schließlich an der Schulvereinsvolksschule in Zimrowitz bei Troppau. In dieser Zeit komponierte und dichtete er den „Schlesiermarsch“, den er 1913 in seinem Heimatort Ratkau zum ersten Mal der Öffentlichkeit bekannt machte. Ein Jahr später, in den ersten Augusttagen des Jahres 1914, entstand die Blasmusik zum „Schlesiermarsch“.
1915 wurde Willscher zu den „Einsern“, dem k.u.k. Infanterie-Regiment Nr. 1 („Kaiser“), eingezogen. Aus Freude darüber widmete er dem Regiment seinen „Schlesiermarsch“, der von da an neben dem „Trautenauer“ (Erinnerungsmarsch an den Sieg der „Einser“ über die Preußen 1866 auf dem Kapellenberg bei Trautenau) stets als zweiter Regimentsmarsch gespielt wurde.
Von 1916 bis 1918 stand Willscher, zuletzt als Oberleutnant d.R., in Italien, Serbien, Montenegro, Rumänien und Albanien an der Front und wurde mehrfach verwundet. Dann war er wieder als Lehrer tätig: im Burgenland, in Prag und in karpathendeutschen Gemeinden. 1929 arbeitete Willscher im „Verein für das Deutschtum im Ausland“, Berlin, wo er während eines Vortrages 1936 einen Blutsturz erlitt.
Am 14. Dezember 1937 starb Gustav Willscher, der Verfasser zahlreicher Gedichte und Erzählungen, volkskundlicher Studien und einer Operette, in Wien. Willscher litt an s einerSehnsucht nach der Heimat, seiner „grünen Schles´“, die ihm wegen der damaligen politischen Verhältnisse verschlossen war. Dichterischer Ausdruck der unerfüllten Sehnsucht nach einem Wiedersehen mit der Heimat ist sein
7
Abschied von d´r Schles´!
Braun es das Feld und braun d´r Wald
grau es die Welt, so stell un kalt.
Ech steh om Barg und sah heut wohl
dech, lieba Schles´ zum letztenmol.
´s muß jo so sein, dass ech dech lo!
Furt geht mei Leib, mei Herz bleit do.
Trüb es mei Aag, vom Grenna rot,
weg vo d´rhäm es halber Tod.
Im Jahr 1963 wurde dem Dichter und Komponisten des „Schlesiermarsches“ vom „Humanitären Verein von Österreichern aus Schlesien in Wien“, eine würdige Grabstätte geschaffen. Willschers Urne war am Wiener Krematorium in einem Grab beigesetzt, das bereits seit dem Jahre 1952 anheimgefallen war. Der Schlesier-Verein ließ die Urne enterdigen – die alte Grabstelle durfte nicht mehr erneuert werden –, sie an einer neuen Grabstelle beisetzen und einen Grabstein errichten.

## Werke

### Musik
- "Acht Lieder aus der Schles´"
- "Schlesiermarsch"
- "Das Bassbegraben"
- "Lied der Sudetendeutschen"
- "Das reizende Nest (Operette 1929)"